# Pareuptychia subobscura
Pareuptychia subobscura är en fjärilsart som beskrevs av Gustav Weymer 1911. Pareuptychia subobscura ingår i släktet Pareuptychia och familjen praktfjärilar. Inga underarter finns listade i Catalogue of Life.